# Real Pilar Fútbol Club
El Real Pilar Fútbol Club, simplificado como Real Pilar, es un club de fútbol que se encuentra ubicado en la ciudad de Pilar, provincia de Buenos Aires. Fundado el 17 de febrero de 2017, tiene su sede y ejerce la localía en el estadio Carlos Barraza. El equipo masculino hizo su debut en la Primera D, quinta división para los equipos directamente afiliados a la AFA, el 3 de septiembre de 2017.
Actualmente se encuentra en la Primera B tras ascender en la temporada 2024 de la Primera C.
El 7 de marzo de 2019, en el primer partido que disputó por la Copa Argentina, contra Club Atlético Vélez Sarsfield, se convirtió en el primer equipo de la historia del torneo que, jugando en la Primera D (quinta y última categoría), accedió a los dieciseisavos de final de la competición. Además, logró ser el primero de esa división que venció a otro de Primera como Belgrano de Córdoba.
El 14 de diciembre de 2024 logró el ascenso a la Primera B, luego de vencer a Club Atlético General Lamadrid por un global de 4 a 0.

## Historia

### Inicios
Fue fundado por César Mansilla, Lucio José Matteazzi, Néstor Daniel Berdote, Rodrigo Dib, Christian Daniel López, María Soledad Gibelli, Alfredo Enrique Ventura, Fernando Doti, Julián Emiliano Romero Fischer, Carlos Alberto Moya, entre otros. El flamante club disputa los partidos de local en el estadio «Carlos Barraza», donde además tiene su sede.

### Comienzos en la AFA
En la reunión del 30 de mayo de 2017, el Comité Ejecutivo de la Asociación del Fútbol Argentino aceptó la afiliación directa provisoria de la institución, ad referéndum de la próxima asamblea ordinaria, y habilitó su participación en el campeonato de Primera D. Esta decisión despertó polémicas, por lo sorpresiva e inusual, y la conocida relación del principal impulsor de la entidad con figuras relevantes de la alianza gobernante: el presidente de la Nación, Mauricio Macri, y el vicepresidente de la AFA, Daniel Angelici.

### Temporada 2017/2018: Debut Absoluto.
Su debut oficial se produjo el 3 de septiembre de 2017, con una derrota por 3 a 1 frente a Victoriano Arenas, en el estadio Saturnino Moure. Su primer punto oficial llegaría en la siguiente fecha, cuando empató, en el Estadio Carlos Barraza, 1 a 1 contra Club Deportivo y Social Juventud Unida. Mientras que su primer victoria oficial fue en la fecha 4, cuando venció por 3 a 1 a Club Atlético Argentino (Rosario) en condición de local.
El 19 de octubre de 2017, la Asamblea Ordinaria de la AFA ratificó la afiliación, que pasó a ser efectiva.
El 10 de mayo de 2018 con el empate 1 a 1 ante Club Atlético Lugano, los dirigidos por Rodolfo de Paoli se salvaron de la desafiliación en la primera temporada del Monarca en Asociación del Fútbol Argentino. 
La temporada Primera D 2017-18 finalizó para el Monarca con 31 puntos en 30 partidos, conseguidos por 7 victorias, 10 empates y 13 derrotas, terminando en el decimosegundo puesto de la tabla general.

### Temporada 2018/2019: El primer ascenso.
La temporada Campeonato de Primera D 2018-19 arranco de manera irregular para el Monarca, acomodándose en el final de la primera rueda en el segundo puesto. Durante la segunda rueda se mantuvo entre la 2.ª y 3.ª hasta el final. El Monarca terminaría el campeonato en la 3.ª colocación con 44 puntos.
En el reducido venció por los cuartos de final a Atlas por 4 a 1, en un solo partido disputado en el Estadio Carlos Barraza. En Semifinales venció por penales a Club Atlético Argentino (Rosario) por 3 a 1, luego de un 0 a 0, tanto en la ida como en la vuelta.
La final se jugó a partido Ida y Vuelta. El 8 de junio, en el Estadio Carlos Barraza, venció por 2 a 0 a Liniers. El 15 de junio de 2019, una semana después, empate 0 a 0, y obtuvo el ascenso a la Primera C, de la mano en la conducción técnica de Tomás Arrotea Molina

### Clasificación a la Copa Argentina
A finales de 2018, Real Pilar alcanzó el segundo puesto en la tabla parcial de la primera rueda del Campeonato de Primera D 2018-19, con lo que obtuvo la clasificación a la Copa Argentina 2018-19. En su debut en ese torneo, venció a Vélez Sarsfield en el Estadio Alfredo Beranger, por 1 a 0 con gol de Nahuel Ríos. Fue así el primer equipo de quinta categoría que clasificó a los dieciseisavos de final, además de ser el primer equipo de quinta división que ha eliminado a uno de Primera.
El 27 de julio de 2019 en Cutral Co venció a Belgrano por 1 a 0 con gol de Wilson Chimeli y accedió a los octavos de final, en otro hecho sin precedentes.
Finalmente, el 25 de septiembre de 2019, nuevamente en el Estadio Alfredo Beranger, quedó eliminado en los octavos de final por 4 a 3 en los penales ante Estudiantes de Caseros, luego de empatar 1 a 1 en los 90 minutos.

### Temporada 2019/2020: Adaptación en la categoría y Pandemia
El sábado 3 de agosto de 2019 debutó en la Primera C, con un triunfo por 2 a 0 de  local ante Victoriano Arenas correspondiente a la fecha 2 Campeonato de Primera C 2019-20 (Argentina). En el Torneo Apertura termino en la cuarta posición con 30 puntos, a 9 puntos de  Cañuelas Fútbol Club que fue el campeón. Luego de 9 fechas transcurridas, el Torneo Clausura se cancelo debido a la pandemia por el COVID-19. En el momento de la suspensión, se encontraba en la tercera posición con 15 puntos.

#### Torneo Transición 2020
En el Campeonato Transición de Primera C 2020 (Argentina) se dividió en dos fase: Por el primer ascenso y por el segundo ascenso. El Monarca lidero la fase por el primer ascenso de manera invicta, sumando 16 puntos en 6 partidos y accediendo a la final por el ascenso a la Primera B (Argentina) contra Cañuelas. Esa final se disputó el 15 de enero de 2021 en el Estadio Jorge Alfredo Arín, donde Cañuelas logró el ascenso por ventaja deportiva luego del empate 0 a 0.
En el Torneo Reducido quedó eliminado en cuartos de final, el 23 de enero cuando perdió por 6 a 5 en penales contra Club Atlético Ituzaingó, luego del 0 a 0 en los 90 minutos disputados en el Estadio Arquitecto Ricardo Etcheverri.
Wilson Chimeli, delantero del Monarca, fue el máximo artillero de todo el  Futbol Argentino con un total de 17 goles en ese año.

### Clasificación por 2.ª vez a Copa Argentina
Por el buen campeonato hecho en el Campeonato Transición de Primera C 2020 (Argentina), obtuvo la clasificación a la Copa Argentina 2019-20. El 23 de febrero de 2021, en el Estadio Julio Humberto Grondona se enfrentó a Club Atlético Lanús donde cayó por 3 a 1.

### Del 2019 al 2023: Peleando en la Primera C
En el Campeonato de Primera C 2021 (Argentina) arranco con el mismo ímpetu que en el anterior torneo. En el Torneo Apertura terminó 6.° con 27 puntos, mientras que en el Clausura terminó 11.° con 23 puntos. En la tabla general terminó 9.° con 50 puntos a 4 unidades del último puesto para el reducido.
Para el Campeonato de Primera C 2022 (Argentina) tuvo la vuelta de Tomás Arrotea Molina como DT. El Torneo Apertura finalizó 7.° con 28 unidades, mientras que en el Clausura fue 4ª con 31 puntos. La tabla general puso al Monarca en la cuarta posición con  59 unidades. En el reducido enfrentó en la primera fase a Berazategui por 3 a 1 en el Estadio Carlos Barraza. Ya en la segunda fase quedó eliminado por penales por 4 a 2, luego del 1 a 1 en los 90, ante Club Atlético Claypole en el Estadio Rodolfo Vicente Capocasa.
El Campeonato de Primera C 2023 (Argentina) tuvo el arranque como director técnico del club a Sergio Desilvestri, que luego de 5 fechas, con un saldo de 1 victoria, 2 empates y 2 derrotas, dejó de ser el técnico del club dando paso a Sebastián Pena como su remplazante, en el medio estuvo el interinato de Santiago Flores y Hernán Puerta que duro dos partidos. Pena asumió en la fecha 10 con la victoria de local ante Asociación Deportiva Berazategui por 1 a 0 y dejó su cargo en la fecha 26 luego de la derrota contra Club Social y Deportivo Liniers. Para la siguiente fecha tomo la dirección técnica Gabriel Torres, que llevó al equipo de la 17.ª posición a la 11.ª clasificándolo al reducido en la última fecha. En el Reducido quedó eliminado en el cuartos de final a manos de Liniers por un global de 3 a 2. 

### Temporada 2024: De la incertidumbre a la gloria.
El Campeonato de Primera C 2024 (Argentina) no arranco de la mejor forma posible, recién en la fecha 8 logró su primer triunfo contra Club Atlético Lugano por 3 a 0 en condición de local, antes de eso obtuvo 5 empates y 2 derrotas. En el Torneo Apertura terminó en la décima posición con 33 unidades, muy lejos del campeón Lamadrid.
El Torneo Clausura fue totalmente diferentes, fueron 24 partidos sin conocer la derrota, con 16 victorias y 8 empates, haciendo 35 goles y recibiendo solo 6 goles. Al respecto Matías Cano, arquero durante todo el torneo, obtuvo un récord de todo el futbol argentino, de mayor tiempo sin recibir goles, con una cifra de 1119 minutos.
El 21 de noviembre, luego de la victoria el día anterior por 3 a 2 contra Berazategui, espero el resultado del partido de Lamadrid y Centro Español. El "Gallego" sorprendió y venció de visitante al "Carcelero" por 3 a 1, dando el campeonato al Monarca.
Las finales se iban a disputar a Ida y Vuelta, primero en el estadio del Monarca y una semana más tarde en la casa de Lamadrid. El 7 de diciembre en el Estadio Carlos Barraza, venció por 2 a 0 a General Lamadrid con goles de Mathías Crocco y Eloy Rodríguez, dando una gran ventaja para la vuelta.
El 14 de diciembre, una semana después, con el mismo resultado con goles de Eloy Rodríguez y Darío Leguiza, logró el ascenso a la Primera B (Argentina) con un global de 4 a 0, consagrándose como el gran campeón y único ascendido de la Primera C.
En la tabla general terminó en la 3.ª posición, dándole nuevamente la posibilidad de jugar la Copa Argentina (fútbol) luego de 4 años.

## Comisión Directiva
| Comisión directiva |
| |
| - Presidente: - Cesar Mansilla - Vicepresidente: - Ruben Boroski - Secretario: - Gustavo Fontana - Tesorero: - Pablo Gonzalo - Vocales Titulares: - Alfredo Ventura - Ruben Carruega - Juan Carlos Arroyo - Vocales Suplentes: - Julio Gonzalo - Noberto Delaflor - Juan Martin Tito - Revisores de cuentas: - Miguel Trezza - Mario Gualtierri - Colaboradores: - Ronnie Frost - Pablo Crocco |
| |

## Indumentaria y patrocinador
- Uniforme titular: camiseta blanca y negra a bastones; pantalón negra y medias negra.
- Uniforme alternativo: camiseta rosa; pantalón rosa y medias blancas.

| \| Período \| Proveedor \| \| 2017–2018 \| Il Ossso Sports \| \| 2018–2021 \| Sport Lyon \| \| 2021– \| Il Ossso Sports \| \| --------- \| --------------- \| |                 |
| Período | Proveedor       |
| 2017–2018 | Il Ossso Sports |
| 2018–2021 | Sport Lyon      |
| 2021– | Il Ossso Sports |

| Período   | Patrocinador            |
| 2017–2022 | National Brokers        |
| 2017–2018 | BMW                     |
| 2017–2021 | Tute Cars Pilar         |
| 2021-2023 | Hiper ChangoMas         |
| 2022-2023 | Billiken                |
| 2022-     | Municipalidad del Pilar |
| 2023-     | Abrafer                 |
| 2024-     | City Center             |
| 2024-     | Nueva Comunicación      |
| 2025-     | Nordelec                |
| --------- | ----------------------- |

## Infraestructura

### Estadio Carlos Barraza.
El Estadio Carlos Barraza cuenta con capacidad para 10 000 espectadores aproximadamente. Se localiza en el kilómetro número 6 de la ruta provincial 28, de la ciudad del Pilar. Estos terrenos pertenecían a una antigua playa de maniobras del ferrocarril. Se inauguró en el año 2004. En 2009 se agregó el sistema de iluminación artificial.
El 10 de agosto de 2009 el estadio pasó a llamarse Carlos Barraza, en homenaje a uno de los mayores impulsores de la llegada del futbol de AFA al partido del Pilar, a mediados del año 1998.
| Estadio Carlos Barraza | Estadio Carlos Barraza                    | Estadio Carlos Barraza                    |
| Localización           | Localización                              | Localización                              |
| ---------------------- | ----------------------------------------- | ----------------------------------------- |
| País                   | Argentina                                 | Argentina                                 |
| Localidad              | Pilar                                     | Pilar                                     |
| Detalles generales     |                                           |                                           |
| Nombre completo        | Estadio Municipal de Pilar-Carlos Barraza | Estadio Municipal de Pilar-Carlos Barraza |
| Superficie             | Césped                                    | Césped                                    |
| Dimensiones            | 106 × 67 m                                | 106 × 67 m                                |
| Capacidad              | 10.000 espectadores                       | 10.000 espectadores                       |
| Propietario            | Municipio de Pilar                        | Municipio de Pilar                        |
| Construcción           |                                           |                                           |
| Apertura               | 4 de febrero de 2004 (21 años)            | 4 de febrero de 2004 (21 años)            |
| Equipo local           |                                           |                                           |
| Real Pilar             |                                           |                                           |

### Comunidad Deportiva Real Pilar FC
Nuestro predio deportivo está ubicado en Av. Pte. Juan Domingo Perón 1900 Pilar, BS AS. En nuestras instalaciones contamos con canchas de futbol de césped natural y sintético de primer nivel. Gimnasio (IN-Outdoor), Canchas rápidas de tenis, playón multideportivo (Vóley y Básquet). Buffet e innumerables espacios al aire libre para poder desarrollar otras actividades. En lugar entrena no solo nuestro plantel de Primera división, sino también nuestras divisiones formativas. Donde se disputan partidos oficiales de AFA en las divisiones inferiores y Reserva.

## Jugadores

### Plantel 2025
- Los equipos argentinos están limitados a tener un cupo máximo de seis jugadores extranjeros, aunque solo cinco podrán firmar la planilla del partido

## Datos del club
- Temporadas en Primera División: 0
- Temporadas en Primera Nacional: 0
- Temporadas en Primera B: 1 (2025-)
- Temporadas en Primera C: 6 (2019/20-2024)
- Temporadas en Primera D:  2 (2017/18-2018/19)

- Participaciones en Copa Argentina: 3 (2018/19, 2019/20, 2025)

## Palmarés

### Torneos Nacionales
- Primera C (1): 2024

## Fútbol femenino
El 19 de agosto de 2017, el equipo femenino jugó su primer partido en la Segunda División, lo que lo constituyó en el primer club en la historia del fútbol argentino que debutó en una misma temporada en torneos de la AFA con sus equipos femenino y masculino.